# Jakub Kisai
Jakub Kisai (jap. ディエゴ喜斎 Diego Kisai; ur. 1533 w Agamurze pod Okayamą, zm. 5 lutego 1597 w Nagasaki) – święty Kościoła katolickiego, męczennik, ofiara prześladowań antykatolickich w Japonii.

## Życiorys
Wychowany został w tradycyjnej rodzinie japońskiej, a chrzest przyjął jako dojrzały mężczyzna. Zmuszony do opuszczenia swojego środowiska przeniósł się do Osaki, gdzie zamieszkał w domu jezuitów. Będąc przykładem pobożności wiele czasu poświęcał medytacjom nad Męką Pańską. U jezuitów pełnił obowiązki katechisty. Po ogłoszeniu przez sioguna Hideyoshiego Toyotomi (Taikosamę) dekretu nakazującego misjonarzom opuszczenie Japonii nastąpiła fala prześladowań chrześcijan. Jakub Kisai został aresztowany razem z Janem Sōanem i Pawłem Miki w Osace 8 grudnia 1596 roku. Po przewiezieniu do Mekao każdemu z nich obcięto lewe ucho, a następnie przewieziono do Nagasaki. Po przyjęciu prośby o przyjęcie do Towarzystwa Jezusowego w przeddzień egzekucji złożył śluby zakonne. W trakcie egzekucji zaintonował hymn Ciebie Boga wysławiamy. Powieszeni na krzyżach zostali dobici przez katów lancami.
Wspominany jest w Kościele katolickim w grupie Męczenników z Nagasaki dzień po rocznicy śmierci, czyli 6 lutego. Dzięki relacji Ludwika Froisa SJ, który był naocznym świadkiem śmierci Pawła Miki i towarzyszy, spisanej 15 marca 1597 roku, procedury uznania męczeństwa za wiarę tej grupy były ułatwione.
14 września 1627 roku papież Urban VIII beatyfikował Piotra Chrzciciela Blázqueza w grupie Męczenników z Nagasaki, zaś ich kanonizacji dokonał 8 czerwca 1862 roku Pius IX . Do kalendarza liturgicznego męczennicy japońscy z Nagasaki zostali włączeni w 1969 r. przez papieża Pawła VI i wymieniani są w litanii do Wszystkich Świętych.